# 片耳中途失聴者
片耳中途失聴者（かたみみちゅうとしっちょうしゃ）とは、中途失聴者（聴覚障害者）の一区分で、音声言語獲得後に左右のうちどちらかの聴力を失った（一側聾）身体障害である。聴力が下がった人（難聴者）は、片耳中途難聴者という。また音声言語獲得前の失聴者は片耳ろう者という。
ただし、現行の障害者制度においては（他の障害が並存しない限り）障害等級外扱いとなり、障害者とは見なされず、障害者制度を利用することは出来ない。
しかし一側性ではあっても失聴が存在するため、両耳健聴であることを要求される職業への就業は不可となる。またそれらの特殊性から、障害を持つ人数に比して理解が進んでいるとは言いがたい側面も存在する。
補聴器メーカーのワイデックス社によると、英国で行われた調査では一側聾の24％が就業を諦め、また社会的孤立や疎外感を感じる割合が高いとしている。

## 疾病
一側性難聴を症状とする疾患として次のようなものが挙げられる。
- おたふくかぜ - まれに両側性の難聴が発現する場合もある
- 突発性難聴
- 聴神経への圧迫（腫瘍など）
- 内耳障害

## 症状
一側聾、一側性難聴に伴って以下のような症状が現れる。またそれぞれの症状に対して個人差が大きく、一律の基準を設けることが難しい。
- 難聴耳側からの音を聞き取る能力の低下。
- 話し言葉の理解度（語音明瞭度）の低下。
- 音源の方向を特定する能力が健聴者に比べ大きく劣る。
- 騒音下で音を聞き分ける能力が健聴者に比べ大きく劣る。
- 周囲の状況と本人の身体的および精神的状態によって聞き取り能力が変動する。

特に幼少期の発症に顕著であるが、これらの症状について周囲からの理解および継続的な支援が得られない場合、これらの症状が難聴に由来するものであるという認識を得られず、成長しても個人の資質の問題であるという思い込みや、もしくは自分以外の健聴者もこれらの症状を持っているという誤った認識を持ってしまうために、特にコミュニケーションの分野において著しい困難を起こすことがある。